# Univerbation
En linguistique, l'univerbation est un processus par lequel une expression figée est condensée en un mot simple, un lemme unique : l'univerbé.
Par exemple, en français, gendarmes est l'univerbation de gens d'armes. Les univerbés bonheur et malheur, quant à eux, proviennent de l'univerbation des expressions anciennes bon heur « bonne chance » et mal heur « mauvaise fortune ». Le statut de mot unitaire s'observe au pluriel, qui se forme comme celui d'un autre mot simple. Par contraste, dans le mot bonhomme, l'univerbation n'est pas encore complète, puisque le premier élément qu'est l'adjectif bon varie encore indépendamment en nombre, comme on l'observe dans le pluriel bonshommes.
L'univerbation peut aussi s'observer en morphologie : par exemple, en français, le futur simple chanterai  descend d'une périphrase du latin vulgaire cantare habeo, littéralement « j'ai à chanter », dont les éléments se sont soudés jusqu'à devenir inséparables. En portugais, cette univerbation du futur n'est pas encore complète, et on peut encore y intercaler un pronom personnel : escreveremos « nous écrirons » / escrever-lhe-emos « nous lui écrirons ».

## Processus similaires
- Les mots composés (composition), dont la source n’est pas toujours une expression figée.
- L’agglutination forme des mots, mais également des propositions.
- La crase peut « univerber » les mots, mais l’univerbation peut résulter d'autres moyens.